# Sztaraja Poltavka-i járás

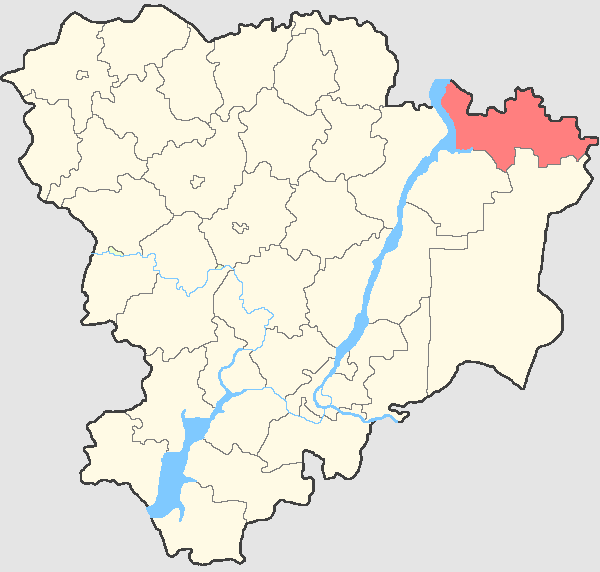
A Sztaraja Poltavka-i járás a Volgográdi területen

A Sztaraja Poltavka-i járás (oroszul Старополтавский район) Oroszország egyik járása a Volgográdi területen. Székhelye Sztaraja Poltavka.

## Népesség
- 1989-ben 25 691 lakosa volt.
- 2002-ben 23 633 lakosa volt, melynek 18%-a kazah.
- 2010-ben 20 363 lakosa volt, melyből 11 428 orosz, 4 243 kazah, 1 536 ukrán, 1 059 tatár, 789 német, 348 csecsen, 160 mari, 102 csuvas, 94 azeri, 65 fehérorosz, 57 örmény, 53 üzbég, 52 kumik, 30 koreai, 22 mordvin, 17 avar, 16 grúz, 15 lezg, 14 moldáv, 13 karakalpak, 10 türkmén stb.